# Usbekische Literatur
Die usbekische Literatur – so bezeichnet wird sie erst seit sowjetischer Zeit – umfasst die Literatur in moderner usbekischer Sprache und ihre Vorgängerliteratur in tschagataischer Sprache auf dem Gebiet des früheren West-Turkestans um die alten Metropolen Buchara, Samarkand, Kokand und Chiwa an der Seidenstraße.

## Vorläufer: Tschagataische Literatur
In West-Turkestan trafen die einwandernden Turkstämme auf Araber und Iraner und wurden im 10. Jahrhundert islamisiert. Aus dem ost-turkestanischen Reich der Karachaniden in Kaschgar stammen die die ersten sprachlichen Zeugnisse in mitteltürkischer Sprache aus dem 11. Jahrhundert. Aus diesem sog. Choresmien-Türkisch entwickelte sich bis zum 14. Jahrhundert im Reich des mongolischen Tschagataiden das Tschagataische (auch West-Uigurisch oder Alt-Usbekisch genannt) etwa gleichzeitig mit der Ausdifferenzierung und Verschriftlichung der anderen zentralasiatischen Turksprachen. Dabei nahm das Tschagataische zahlreiche arabische und neupersische Begriffe in seinen Wortschatz auf. Afghanen, Tadschiken und Kirgisen trugen ebenfalls zur tschagataischen Literatur bei. Sie ist für die meisten usbekischen Leser heute noch verständlich.
Unter den mongolischen Timuriden vermischten sich turksprachige Nomadenstämme mit den Iranern, die in den fruchtbaren Flussoasen siedelten, während andere Stämme lange ihre Nomadenkultur bewahrten, darunter die Usbeken. Der Name Uzbek – abgeleitet vom Namen des Herrschers der Goldenen Horde Usbek Khan – taucht zunächst als Bezeichnung für die Herrscherdynastie im 14. Jahrhundert und erst später für das Volk auf.
Unter den Timuriden kam es zu einer ersten Blüte zunächst der religiösen, dann zunehmend auch der weltlichen tschagataischen Literatur, die sich an persischen Vorbildern und Formen orientierte. Ab dem 14. Jahrhundert wurden die Städte Samarkand, Buchara sowie die Städte des Ferghanatals und Khorezm zu den wichtigsten literarischen Zentren Zentralasiens. Das klassische Tschagataisch wurde zwischen der Mitte des 15. Jahrhunderts und ca. 1600 im gesamten Reich der Timuriden mit der damaligen Residenz Herat im heutigen Afghanistan und dessen Nachfolgekhanaten verwendet. Es war vom Dialekt von Herat beeinflusst und diente späteren Generationen bis 1920 als Vorbild und Literatursprache.

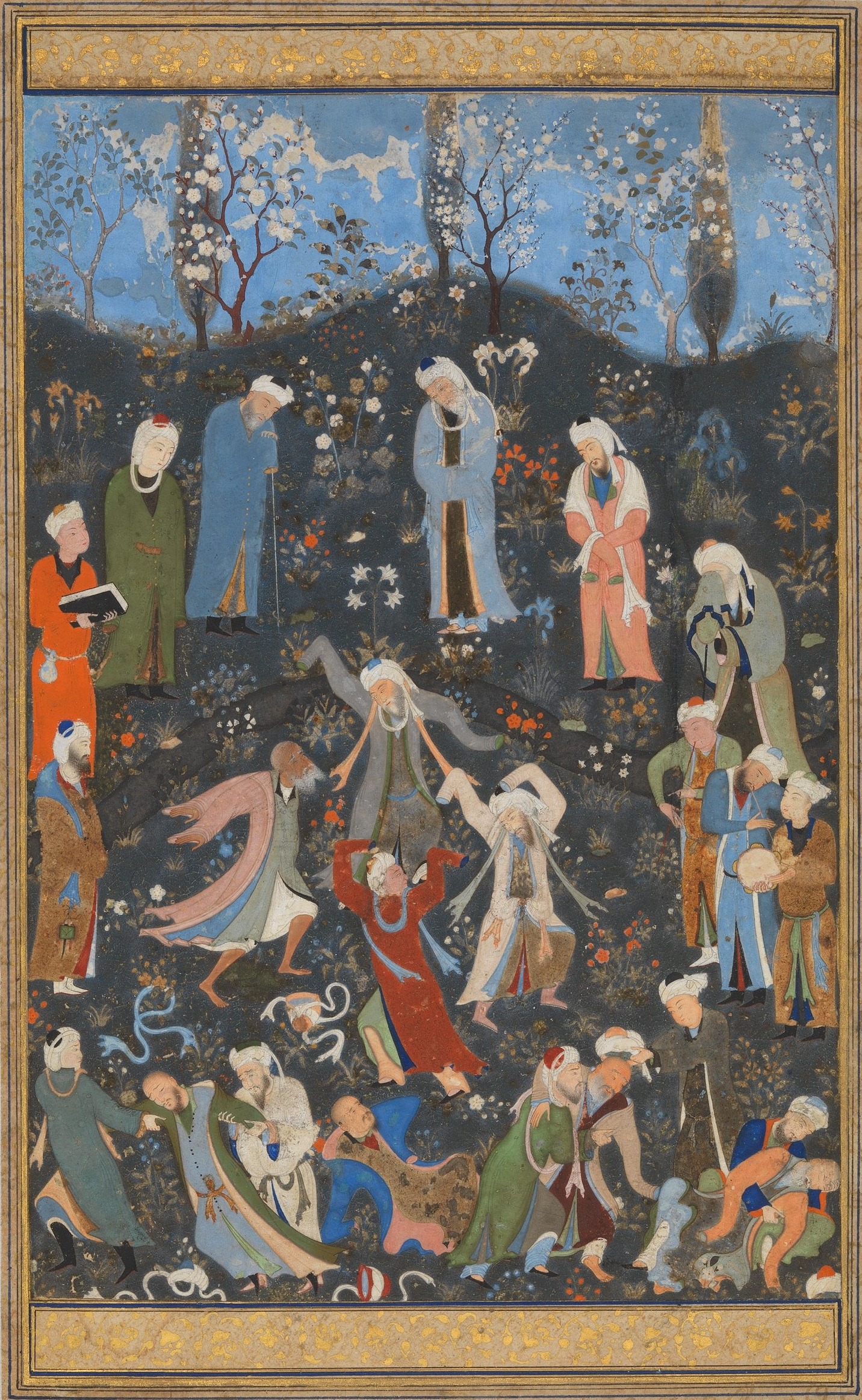
Sufi-Tanz auf einer Miniatur um 1490. Die zentrale Gestalt im Hintergrund wurde als Dschāmi identifiziert, die Gestalt links daneben mit Stock als Mir ʿAli Schir Nawāʾi.

Als erster dichtete der in Herat geborene Mystiker Lutfi (ca. 1367–ca. 1463/66) Ghaselen in tschagataischer Sprache. Als eigentlicher Begründer der tschagataischen Literatur und einer der größten Dichter in einer Turksprache überhaupt gilt jedoch der Mystiker und Staatsmann Mir ʿAli Schir Nawāʾi (Alisher Navoi, 1441–1501) aus Herat. Er war Schüler und Freund des persischen Dichters und Sufi-Mystikers Dschāmi (der selbst nicht die türkische Sprache verwendete) und begann zunächst in persischer Sprache zu schreiben. Später konvertierte er die typische persische Rhythmik ins Tschagataische und trug dadurch zur Verbreitung und Standardisierung der Sprache bei. Die Verse waren meist sieben- oder achtsilbig, wobei sich meist die grammatischen Endungen reimten. Die typischen Vierzeiler (tuyug), die auf die türkische Tradition zurückgingen, folgten dem Schema aaab oder aaba.
Nawāʾi, der selbst zur Legendengestalt wurde (Sijo Botir), verfasste auch Prosawerke über Dichtkunst, Linguistik, Ethik und Geschichte. Er vertrat die These, dass das Tschagataische mit seinem hohen Anteil an persischem und arabischem Sprachgut reicher und ausdrucksfähiger sei als das Persische. Navois Manuskripte werden in vielen Manuskriptsammlungen bedeutender Museen wie der Eremitage, dem Louvre und dem British Museum aufbewahrt und wurden in viele Sprachen der Welt übersetzt. Sein Werk wirkte sogar auf die persische Literatur zurück. Das blieb jedoch eine Einzelfall, weil spätere tschagataische Dichtungen selten die Qualität der persischen Vorbilder erreichten.

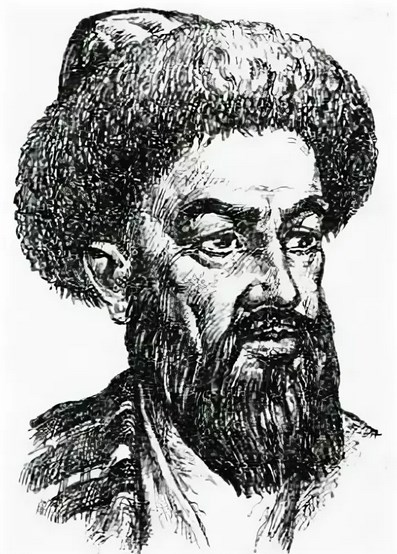
Boborahim Mashrab

Zu Beginn des 16. Jahrhunderts unterwarfen die Usbeken die Timuriden in West-Turkestan. Damit beschleunigte sich der Prozess der Turkisierung. Mit dem Ende der Herrschaft der Timuriden ging der Einfluss der tschagataischen Sprache und der persischen Dichtung vor allem in Buchara zurück. Doch auch die Khane der Usbeken wie Muhammad Schaibani benutzten Tschagataisch weiterhin als Schriftsprache, und der von Schaibani verdrängte Timuride Zahir ad-Din Muhammad Babur (1483–1530), der Gründer des Mogulreichs, verfasste seine chronologisch geordnete Autobiographie, die Baburnama, die auch Betrachtungen über Flora und Fauna sowie Beschreibungen Indiens enthält, in tschagataischer Sprache.
Aus der ansonsten epigonalen Literatur des 17. Jahrhunderts ist der aus dem Norden des Ferganatals stammende Boborahim Mashrab (1653–1711) zu erwähnen, ein Sufi, der die religiöse Dogmen kritisierte und als Feind des Klerus lange im Exil lebte. Seine Ghaselen und Vierzeiler wurden in ganz Turkestan mündlich überliefert. Als Häretiker wurde er zum Tode verurteilt und hingerichtet. Seinen Namen trug während der sowjetischen Zeit eine satirische Zeitung, die gegen die religiöse Vorurteile und den islamische Traditionalismus kämpfte.

## Usbekische Volksepik
Zur Heldenepik der usbekischen Nomaden gehören das Epos Rawschan und die Märchen Bektemir Botir, Kiron Botir und Said Botir, in denen oft Pferde eine große Rolle spielen, die teils mit wunderbaren Eigenschaften ausgestattet sind. Die Märchen der Oasenbewohner sind sprachlich oft ausgefeilter und gefühlvoller als die der Nomaden, die Gestalten erscheinen individueller. In diesen Märchen wird der persische Einfluss deutlich, sie handeln oft von grausamen Herrschern oder zeigen die Strenge der islamische Moral, wenn z. B. ein Mann versehentlich das Gesicht einer verschleierten Frau zu sehen bekommt. Alle sind voller stereotyper Wendungen. Es gibt übrigens kaum Märchen, in denen das Böse den Sieg davonträgt. Auch ungerechte Herrscher werden durch die Helden zur Gerechtigkeit bekehrt, und Ungeheuer, die ganze Völker verschlingen, geben diese wieder frei, wenn sie von den Helden besiegt werden.
Die Seidenstraße verknüpfte Turkestan bis zum 14. Jahrhundert mit zahlreichen Kulturkreisen. Über diese Route wie auch über die Wanderungen der Nomadenstämme diffundierten volkstümliche Legenden und Heldenepen aus anderen Regionen, die auch in Usbekistan beliebt waren. Dazu gehört das im gesamten turksprachigen Raum und bis weit nach Sibirien in vielen Versionen verbreitete Versepos von Alpomish und seiner Braut Balchin, das vor dem 9. Jahrhundert im Altaigebirge entstanden war und seine endgültige Form im 14. bis 17. Jahrhundert erhielt. Seine usbekische Version von Fazil Yuldashogli (Fozil Yoʻldosh oʻgʻli, 1872–1955) ist mit 14.000 Versen die längste Variante. Fozil, der berühmteste Vertreter der Sängerschule von Bulungʻur bei Samarkand, war Analphabet und Leninpreisträger, er hatte 40 Dastane (Erzählungen, Epen) in seinem Repertoire.
In Turkestan verbreitet waren auch das persische Versepos über den Prinzen Siyawasch, der Mythos vom Krieg zwischen Alp Er Tunga und dem iranischen Helden Rüstem und von der jungen schönen mit Zauberkärften begabten Pari (Mythologie) und den bösen Diws mit schrecklichem Aussehen verbreitet. Hinzu kamen Märchen und humoristischen Anekdoten aus dem arabischen Raum wie die über Nasreddin Afandi, der die Reichen und Mächtigen überlistet. Viele Werke der Folklore wurden von Klassikern der usbekischen Literatur gesammelt und bearbeitet, so die türkische Erzählung von Tahir und Zuhra, die iranische Dreiecksgeschichte von Fahrhad, Chosrau und Shirin oder die aus der arabischen Welt stammende Geschichte des Liebespaars Leyli und Mezhnun, die Eric Clapton in seinem Song Layla aufgriff.
Die Trennung zwischen mündlicher Volksdichtung und schriftlicher Dichtung ist nicht immer leicht möglich. Viele Sänger waren des Lesens und Schreibens kundig. Zu den ersten Forschern, die die Märchen aus Turkestan dokumentierten, gehörte Gustav Jungbauer. Bereits in der Sowjetzeit erschienen 40 Bände mit Volkserzählungen und -liedern. Die russischen Übersetzungen versuchen die künstlerische Qualität der Texte nachzubilden, entfernen sich dabei aber oft vom Text.

## Dschadidismus

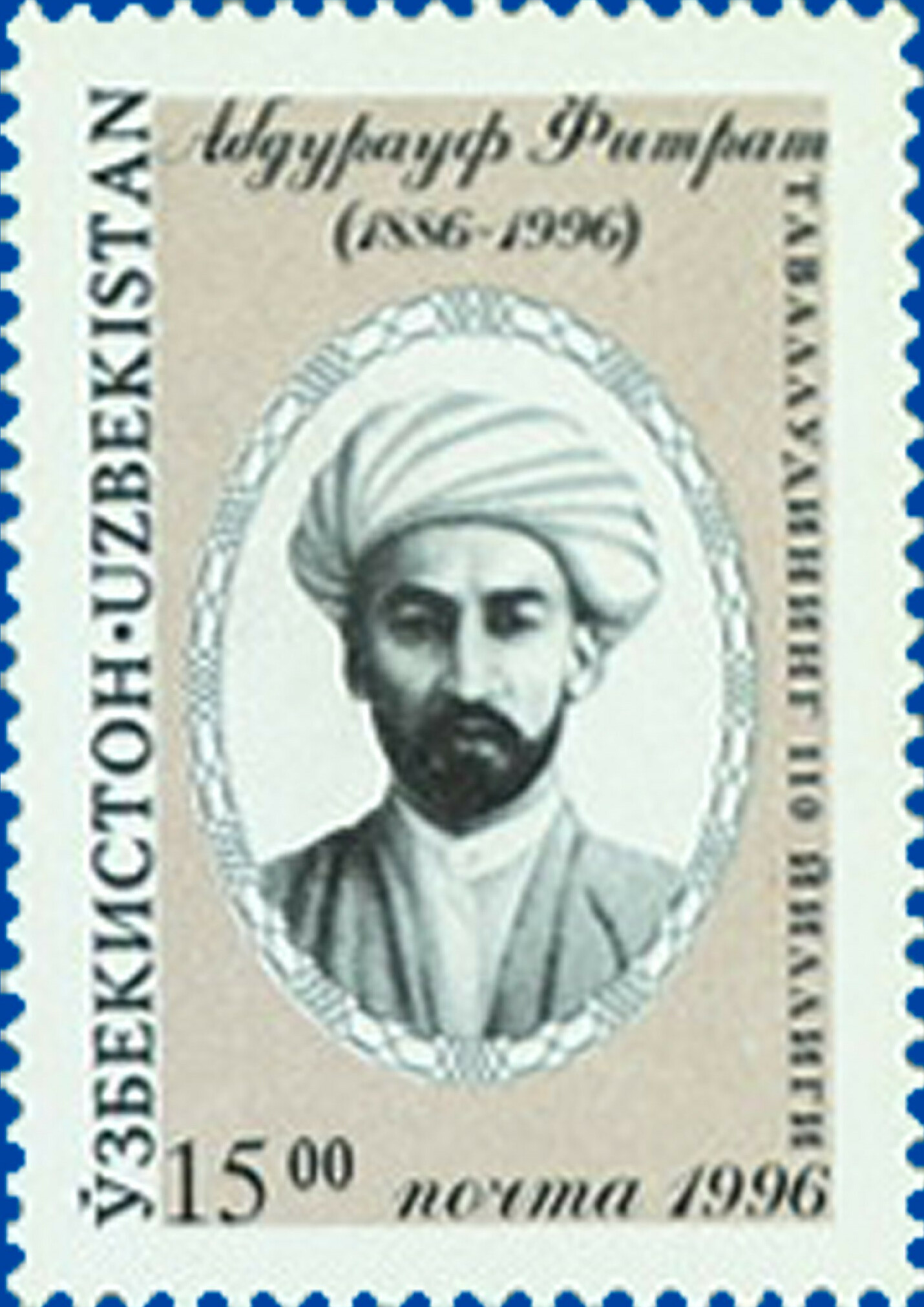
Abdurauf Fitrat auf einer 1996 zu seinem 110. Geburtstag herausgegebenen Briefmarke

## Die Sowjetzeit

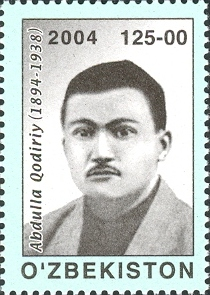
Qodiriy auf einer usbekischen Briefmarke aus dem Jahr 2004

## Nach der Unabhängigkeit 1991

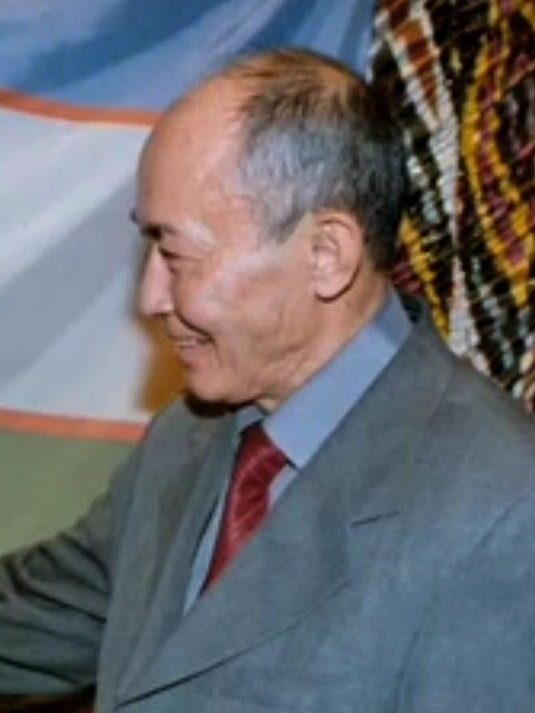
Abdulla Oripov (2018)